# Grad Kronborg
Kronborg je grad in utrdba v mestu Helsingør na Danskem. Kronborg, ovekovečen kot Elsinore v drami Hamlet Williama Shakespeara, je eden najpomembnejših renesančnih gradov v severni Evropi in je bil leta 2000 vpisan na Unescov seznam svetovne dediščine.
Grad stoji na skrajni severovzhodni konici otoka Zelandija na najožji točki Øresunda, preliva med sedanjo Dansko in provincami sedanje Švedske, ki so bile prav tako danske v času, ko je bil grad zgrajen. V tem delu je preliv širok le 4 kilometre, zato je imel strateški pomen vzdrževanja obalne utrdbe na tej lokaciji, ki obvladuje enega redkih izhodov v Baltsko morje.
Zgodba o gradu sega v utrdbo Krogen, ki jo je zgradil kralj Eric VII. v 1420-ih. Skupaj s trdnjavo Kärnan v Helsingborgu na nasprotni obali Øresunda je nadzoroval vhod v Baltsko morje. Od leta 1574 do 1585 je dal kralj Friderik II. srednjeveško trdnjavo korenito preoblikovati v veličasten renesančni grad. Glavna arhitekta sta bila Flamca Hans Hendrik van Paesschen in Anthonis van Obbergen, medtem ko je kiparsko delo koordiniral Gert van Groningen.
Leta 1629 je požar uničil velik del gradu, vendar ga je kralj Kristijan IV. pozneje dal obnoviti. Grad ima v obzidju tudi cerkev. Leta 1658 so Kronborg oblegali in zavzeli Švedi, ki so odnesli veliko njegovih dragocenih umetniških zakladov kot vojni plen. Leta 1785 je grad prenehal biti kraljeva rezidenca in je bil spremenjen v vojašnico. Vojska je grad zapustila leta 1923, po temeljiti prenovi pa so ga odprli za javnost.

## Zgodovina

### Krogen
Zgodba o gradu sega v trdnjavo Krogen (dobesedno 'Kljuka'), ki jo je v zgodnjih 15. stoletju zgradil danski kralj Erik Pomorjanski. Kralj je vztrajal pri plačilu dajatev Øresundstolden za vse ladje, ki so želele vpluti ali izpluti iz Baltskega morja skozi Øresund; da bi pomagal uveljaviti svoje zahteve, je zgradil mogočno trdnjavo na najožji točki v prelivu. Takrat se je Kraljevina Danska raztezala na obeh straneh preliva, na vzhodni obali pa je že od srednjega veka obstajal grad Helsingborg. Z dvema gradovoma in stražnimi ladjami je bilo mogoče nadzorovati vso plovbo skozi preliv.
Grad je bil zgrajen na Ørekrogu, peščenem jeziku zemlje, ki se razteza v morje od obale Zelandije proti obali Skanije. Grad je bil sestavljen iz kvadratne kurtine s številnimi kamnitimi stavbami v notranjosti. Kamnita stavba v severovzhodnem vogalu je vsebovala kraljevo rezidenco. Stavba v jugozahodnem vogalu je vsebovala veliko obokano banketno dvorano. Poslopje v jugovzhodnem vogalu je morda služilo kot kapela. Veliki deli obzidja Krogena so v današnjem gradu Kronborg.
Kralj Kristijan III. je dal vogale kurtine dopolniti z bastijoni v letih 1558–1559.

### Kronborg Friderika II.
Zaradi razvoja vojaške tehnike tiste dobe in izboljšane udarne moči topništva je postalo jasno, da je treba utrdbe Krogena posodobiti. Po koncu severne sedemletne vojne leta 1570 je kralj Friderik II. dal razširitev naprednih bastijonov, da bi razbremenil srednjeveško kurtino. Glavni arhitekt je bil flamski arhitekt Hans Hendrik van Paesschen, utrdbena dela pa so bila zaključena leta 1577. Po tem je grad dobil današnje ime Kronborg (dob. 'Kronski grad').
Sam grad je bil prezidan od leta 1574 do 1585, pri čemer so bile ločene stavbe Krogena razširjene v tri skladna krila. Severno krilo je bilo opremljeno s prostori za kralja, kraljico in njene dvorne dame ter za kanclersko službo. V južnem traktu je bila srednjeveška stavba v jugovzhodnem vogalu preurejena v sodobno kapelo, pri čemer so bila ohranjena obokana okna, obrnjena proti kapeli. Friderik je bil velik pokrovitelj gledališča in igralci so nastopali na gradu, ko je leta 1579 tam zasedal dvor.
Sprva je bil grad prezidan le do višine dveh nadstropij. Leta 1578 pa je bil flamski arhitekt Anthonis van Obbergen angažiran kot novi gradbeni mojster in začela so se dela, da bi Kronborg postal še večji in veličastnejši. Kiparsko delo je koordiniral Gert van Groningen. V znak novih ambicij so južni trakt povišali za eno nadstropje in nad kapelo postavili novo, velikansko plesno dvorano. Kmalu zatem sta bila za eno nadstropje povišana tudi zahodni in severni trakt. Končno je bilo tudi vzhodno krilo povišano s prehodom, Kraljičino galerijo, ki je kraljici omogočila udoben prehod iz njenih prostorov v severnem krilu do plesne sobe v južnem krilu. Zunanje stene so obložili s peščenjakom znamke Skanija, novi grad pa je dobil streho z bakreno pločevino.
Jakob VI. Škotski je ostal v gradu leta 1590 po poroki z Ano Dansko. Kralj Jakob je dal 2000 danskih dalerjev v zlatih kovancih častnikom in služabnikom v gradu kot nagrado.

### Požar leta 1629
Leta 1629 je zaradi trenutne nepazljivosti dveh delavcev v noči med 24. in 25. septembrom velik del gradu zgorel. Le kapeli je prizanesla trdnost njenih obokov. Kralj Kristijan IV. je vložil veliko truda v obnovo gradu. Že leta 1631 so dela potekala pod vodstvom arhitekta Hansa van Steenwinckela mlajšega. Do leta 1639 je bila zunanjost - ki so jo po kraljevi želji rekonstruirali brez večjih sprememb - spet veličastna, notranjost pa nikoli ni povsem povrnila nekdanjega sijaja. Poleg tega so bile izvedene nekatere posodobitve, baročno prenovljeni portali, dimniki, stropne poslikave in drugo okrasje.

### Švedsko osvajanje leta 1658
Med dansko-švedsko vojno 1658–60 je Kronborg oblegala, napadla in osvojila švedska vojska, ki ji je poveljeval Carl Gustaf Wrangel. Med švedsko okupacijo sta švedska kraljica Hedwig Eleonora of Holstein-Gottorp in sestra švedskega kralja Maria Eufrosyne Pfalška živeli v Kronborgu, kjer ju je med pohodom obiskal Karel X. Švedski in pogostil tuje veleposlanike.
Zaradi švedske okupacije je bil Kronborg prikrajšan za številna najdragocenejša umetniška dela, vključno z bogato okrašenim vodnjakom na grajskem dvorišču, baldahinom Friderika II. in številnimi velikimi stropnimi slikami, ki jih je za plesno dvorano naročil Kristijan IV.

### Garnizonska trdnjava
Švedska osvojitev Kronborga leta 1658 je pokazala, da grad še zdaleč ni neosvojljiv. Nato se je obramba močno okrepila. Od leta 1688 do 1690 je bila dodana napredna obrambna linija, imenovana Crownwork. Kmalu zatem je bil okoli njega zgrajen nov niz obzidij. Po njihovem dokončanju je Kronborg veljal za najmočnejšo trdnjavo v Evropi.
Od leta 1739 do 20. stoletja je bil Kronborg uporabljen kot zapor. Jetnike so stražili vojaki, nastanjeni v gradu. Obsojenci so bili obsojeni na delo na utrdbah gradu. Obsojenci so bili razdeljeni v dve kategoriji: tisti z manjšimi kaznimi so bili kategorizirani kot »pošteni« in so smeli delati zunaj grajskega obzidja; tisti, ki so prestajali kazen zaradi nasilja, umora, požiga ipd., so bili kategorizirani kot »nepošteni« in so morali celotno kazen odslužiti na težkih fizičnih delih znotraj grajskega obzidja. Sicer pa so služili kazen pod enakimi pogoji: vsi so morali nositi verige in preživeti noči v mrzlih in vlažnih ječah. Od 17. januarja 1772 do 30. aprila 1772 je bil Kronborg kraj zapora kraljice Karoline Matilde, sestre kralja Jurija III., po škandalu njene afere z Johannom Friedrichom Struenseejem.
Ko se je pomen Kronborga kot kraljevega gradu zmanjšal, so oborožene sile začele igrati večjo vlogo. Od leta 1785 do 1922 je bil grad v celoti pod vojaško upravo. V tem obdobju so bile izvedene številne obnove.

### Prispevki za preliv in nedavna zgodovina
Kapitan vsake ladje, ki je plula skozi ožino, je moral povedati vrednost ladijskega tovora. Denar, ki ga je bilo treba plačati danskemu kralju, imenovan Øresundstolden, je bil nato izračunan glede na vrednost tovora. Kralj je imel pravico kupiti tovor za ceno, ki jo je navedel kapitan ladje. Ta politika je kapitanom preprečila, da bi navedli prenizke cene. Kraljeva danska vojska je grad zapustila leta 1923, po temeljiti prenovi pa so ga leta 1938 odprli za javnost.

## Kronborg danes
Grad Kronborg stoji na skrajni severovzhodni konici otoka Zelandija, severovzhodno od zgodovinskega središča mesta Helsingør. Je na nadmorski višini 12 metrov, nad majhno pečino, ki štrli v najožjo točko Øresunda, preliva med danskim otokom Zelandija in švedsko provinco Skanija, ki je bila prav tako danska do leta 1658. Pristop iz mesta je na vzhodu, z nizom jarkov in vrat, ki ščitijo pot od mesta do samega gradu.

### Kraljevi apartmaji
Kraljevi apartmaji so v prvem nadstropju severnega trakta. Stanovanja je prvotno opremil Friderik II. okoli leta 1576, po požaru leta 1629 pa je dal Kristjan IV. stanovanja prenoviti in jih bogato okrasiti s stropnimi poslikavami, kamnitimi portali in dimniki. Prvotna tla so bila prekrita s črno-belimi ploščicami, ki so jih v letih 1760–61 zamenjali z lesenimi podi, stene pa so bile oblečene v pozlačeno usnje. Danes so dvorane opremljene z nizozemskim pohištvom iz 17. stoletja.
Kraljeva dvorana ima erker, ki je tik nad glavnim portalom gradu, s katerega je lahko kralj opazoval goste, ki so prihajali v grad, medtem ko ima kraljičina komora dostop do obokane stolpne komore, ki gleda na Bastijon Flag.

### Plesna dvorana
Plesna dvorana, ki meri 62 x 12 metrov, je bila največja dvorana v severni Evropi, ko je bila dokončana leta 1582. Na stenah so obešeni nizi velikih slik, ki so bile prvotno narejene od leta 1618 do 1631 za Veliko dvorano gradu Rosenborg v Københavnu. Slike v plesni dvorani vključujejo: Otroci v šoli Francisa Cleyna, Feminine Pursuits Reinholda Timma, Jahanje v ringu Reinholda Timma, Šola za dečke Francisa Cleyna, Poroka v cerkvi Francisa Cleyna, Akademija za plemiče Reinholda Timma, Banket (1622) Isaaca Isaacsza. Sedanje nadstropje in kamini so iz prezidave 1924–38.

### Mala dvorana
Stene Male dvorane so opremljene s sedmimi tapiserijami, izvirno iz serije štiridesetih tapiserij, ki prikazujejo sto danskih kraljev. Mojstrovine vključujejo tapiserijo, ki prikazuje Olufa (1376-1387) in tapiserijo, ki prikazuje Knuta VI. (1182-1202). Tapiserije je okoli leta 1580 naročil Friderik II. Še sedem tapiserij je v Narodnem muzeju Danske, ostale pa so izgubljene.

### Kapela
Kapela je v pritličju južnega trakta in je bila slovesno odprta leta 1582. Leta 1785, ko so grad opremljali za vojašnico, so kapelo opremili za telovadnico in dvorano za sabljanje, pohištvo pa pospravili. Kapela je bila leta 1838 prenovljena z originalnim pohištvom, leta 1843 pa ponovno slovesno obnovljena.

## Kulturni pomen

### Hamlet
Kronborg je prikazan kot Elsinore, prizorišče tragedije Williama Shakespeara Hamlet, danski princ, čeprav je Elsinore pravzaprav anglizirano ime okoliškega mesta Helsingør. Hamlet je bil na gradu prvič uprizorjen ob 200. obletnici smrti Williama Shakespeara z igralsko zasedbo, sestavljeno iz vojakov grajske garnizije. Oder je bil v telegrafnem stolpu v jugozahodnem vogalu gradu.
Predstava je bila od takrat večkrat uprizorjena na dvorišču in na različnih lokacijah utrdb. Kasneje so igrali Hamleta na gradu Laurence Olivier, John Gielgud, Christopher Plummer, Derek Jacobi, David Tennant in leta 2009 Jude Law. Leta 2017 je Hamletscenen na gradu Kronborg predstavil produkcijo Hamleta Williama Shakespeara v režiji Larsa Romanna Engela; vlogo Hamleta je odigral Cyron Melville, Ofelijo pa Natalie Madueño; glasbo za produkcijo je zložil Mike Sheridan.

### Danec Ogier
Po legendi, povezani z Arturjevskim mitom, je danskega kralja, znanega kot Danec Ogier (dansko Holger Danske), v Avalon odpeljala čarovnica Morgan le Fay. Ogier se je vrnil, da bi Francijo rešil pred nevarnostjo, nato pa odpotoval na grad Kronborg, kjer spi, dokler ga ne potrebujejo za rešitev svoje domovine. Njegova brada je zrasla do tal. Kip spečega Ogierja (desno) je postavljen v grajske kazemate.

### Kulturno pristanišče Kronborg
Kulturhavn Kronborg je pobuda iz leta 2013, ki prebivalcem in obiskovalcem mesta Helsingør ponuja raznolike kulturne izkušnje. Kulturhavn Kronborg je skupna pobuda gradu Kronborg, Danskega pomorskega muzeja, Kulturværftet in pristanišča Helsingør.

### Drugo
Grad je bil prizorišče televizijske praznične serije Jul på Kronborg (Božič v Kronborgu), v kateri sta nastopala Hamlet in Holger the Dane. 
Pivo Elsinore je poimenovano po gradu in je prikazano v logotipu etikete piva v komediji Strange Brew iz leta 1983, v kateri igrata Rick Moranis in Dave Thomas.